# VenetianPrincess
VenetianPrincess (* 22. Februar 1984 in Brockton, Massachusetts; bürgerlich Jodie Amy Rivera; geboren Amanda Emily Shepherd) ist eine US-amerikanische Sängerin und Schauspielerin, die 2006 durch ihre Parodien auf YouTube berühmt wurde. Ihre Videos wurden bereits über 360 Millionen Mal angeklickt.

## Werdegang
Rivera wurde 1984 in Brockton, Massachusetts in den Vereinigten Staaten geboren. Im Alter von 13 Jahren spielte Rivera in einigen Musicals mit. Später wurde sie zur Miss Massachusetts gekrönt.
Nach Abschluss der High School studierte Rivera in der South Shore Conservatory Musik, später dann auch an der New England Conservatory Oper.

## Parodien/Videos
| Jahr | Titel                             | Parodie von                           |
| ---- | --------------------------------- | ------------------------------------- |
| 2007 | Brangelina, Adopt Me Too          | Angelina Jolie und Brad Pitt          |
| 2008 | Hillary, Be My Best Friend        | Hillary Clinton                       |
| 2008 | Bad Mom Song                      | Britney Spears                        |
| 2008 | I Got a Crush On ... Giuliani     | /                                     |
| 2008 | 7 Things Guys Don’t Have to Do    | 7 Things von Miley Cyrus              |
| 2008 | I Kissed a Girl (Elderly Remix)   | I Kissed a Girl von Katy Perry        |
| 2008 | Tinseltown Nanny                  | /                                     |
| 2008 | Jonas Brothers Addict Anthem      | Jonas Brothers                        |
| 2008 | Womanizer                         | Womanizer von Britney Spears          |
| 2009 | Octo Mom Song                     | Low von Flo Rida                      |
| 2009 | Outer Space                       | Poker Face von Lady GaGa              |
| 2009 | Just a Zombie                     | You Belong with Me von Taylor Swift   |
| 2009 | You’ll Look Like Poo              | When I Look at You von Miley Cyrus    |
| 2009 | Speidi Free                       | 3 von Britney Spears                  |
| 2010 | The Snooki Song                   | Tik Tok von Ke$ha                     |
| 2010 | Raspberry Remix                   | /                                     |
| 2010 | Accident Prone                    | Telephone von Lady Gaga feat. Beyoncé |
| 2010 | I’m a Gleek                       | Firework von Katy Perry               |
| 2011 | Crush on a Yeti                   | Hold It Against Me von Britney Spears |
| 2011 | Charlie Sheen                     | E.T. von Katy Perry                   |
| 2011 | I Gotta Go                        | I Wanna Go von Britney Spears         |
| 2011 | Kardashian Boycott                | We Found Love von Rihanna             |
| 2011 | Someone Like You                  | Adele                                 |
| 2011 | The End Is Nigh                   | Yoü and I von Lady Gaga               |
| 2012 | Chocolate Is a Girl’s Best Friend | /                                     |

Bekannt wurde Rivera an der neunteiligen Serie The Princess Chronicles, die sie selbst mit aufwändiger Bearbeitung mit visuellen Effekten auf YouTube veröffentlichte. Diese Eigenproduktion handelt von einem venezianischen Palast. Jede Episode hatte neue magische und exzentrische Charaktere, die alle von Rivera selbst gespielt wurden.
Die erfolgreichste Parodie Outer Space wurde bereits über 50 Millionen Mal angeklickt. Alle auf YouTube veröffentlichten Parodien können auf der Internetplattform iTunes kostenpflichtig heruntergeladen werden. Riveras Parodien werden in den USA auf verschiedenen Musik- und Radiosendern gespielt.
2008 unterschrieb Rivera einen Vertrag bei DFTBA Records.

## Filmografie
- 1993: Hocus Pocus[5] als Statistin
- 2008: Attack of the Show![6] als sie selbst

## Auszeichnungen
- Samsung kündigte Rivera als die Siegerin der nationalen Talent suche Juke Box Hero Contest an. Das Lied Somewhere Else von VenetianPrincess wurde in Amerika auf allen T-Mobile Handys vom Modell Samsung SGH-T919 vorinstalliert.[7]
- Im April 2009 gewann Rivera den Titel Miss YouTube.
- Im Dezember 2009 wurde ihr Outer Space Musikvideo zu den denkwürdigsten Videos 2009 ausgezeichnet.
- Im Dezember 2010 benannte YouTube ihr Snooki Song Musikvideo zu den denkwürdigsten Videos des Jahres 2010.

## Diskografie

### Alben
- 2009: Video Girl (DFTBA Records)
- 2011: Video Girl – Rebooted (DFTBA Records)

### Singles
- 2007: Somewhere Else
- 2009: Just a Zombie (parodiert You Belong with Me von Taylor Swift)
- 2009: You’ll Look Like Poo (parodiert When I Look at You von Miley Cyrus)
- 2009: Speidi Free (parodiert 3 von Britney Spears)
- 2010: The Snooki Song (parodiert Tik Tok von Kesha)
- 2010: Accident Prone (parodiert Telephone von Lady Gaga feat. Beyoncé)
- 2010: Silent Night[8]
- 2010: I’m a Gleek (parodiert Firework von Katy Perry)
- 2011: Crush on a Yeti (parodiert Hold It Against Me von Britney Spears)
- 2011: Charlie Sheen (parodiert E.T. von Katy Perry)
- 2011: I Gotta Go (parodiert I Wanna Go von Britney Spears)
- 2011: It’s Halloween
- 2012: Chocolate’s a Girl’s Best Friend

## Hinter dem Namen: VenetianPrincess
Das offizielle YouTube-Blog bat VenetianPrincess ihren Benutzernamen zu erläutern. Ihre Antwort (frei übersetzt):
„Als ich meinen YouTube-Account damals 2006 erstellte, dachte ich noch nicht an einen Namen im Bezug zu einer Marke. Ich dachte nur an einen Benutzernamen und eine Inspiration für Videos. Ich dachte an Venetian Princess, weil ich erstens Halbitalienerin bin. Venedig hat so viel Kultur und Mystik, von den venezianischen Masken (engl.: Venetian Masks) bis zu den Gondeln. Ich dachte das würde eine gute Videokulisse abgeben. Der Prinzessinenteil (engl: Princess) war meine Huldigung an mein Idol, Prinzessin Diana. Ich bin außerdem ein Disney-Fan, also hat es zwei Bedeutungen für mich.“